# San Diego de Alejandría
San Diego de Alejandría es una localidad del estado mexicano de Jalisco. Es cabecera del municipio de San Diego de Alejandría.

## Demografía
| Censo | Población |
| ----- | --------- |
| 1900  | 1 635     |
| 1910  | 2 334     |
| 1921  | 1 501     |
| 1930  | 1 022     |
| 1940  | 1 257     |
| 1950  | 1 377     |
| 1960  | 1 491     |
| 1970  | 1 510     |
| 1980  | 2 775     |
| 1990  | 3 516     |
| 2000  | 4 749     |
| 2010  | 5 312     |
| 2020  | 6 025     |